# Bitwa pod Korosteniem (IV 1920)

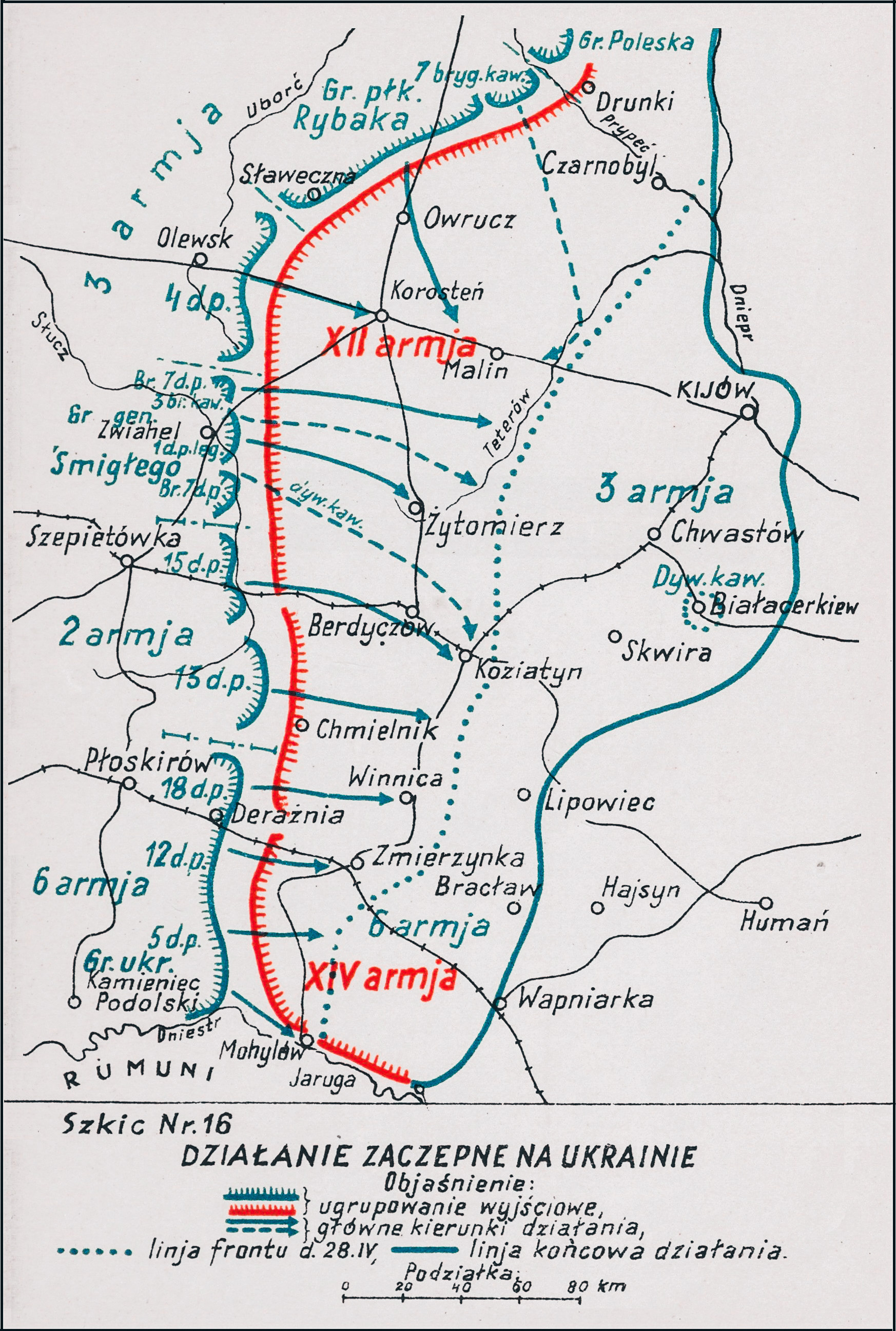
Adam Przybylski,
Wojna polska 1918–1921

Bitwa pod Korosteniem – walki polskiej 4 Dywizji Piechoty i grupy płk. Józefa Rybaka  z sowieckimi 7. i 47 Dywizją Strzelców toczone w okresie operacji kijowskiej w czasie wojny polsko-bolszewickiej.

## Sytuacja ogólna
25 kwietnia rozpoczęła się polska ofensywa na Ukrainie. Zgrupowane na froncie od Starej Uszycy nad Dniestrem po Prypeć trzy polskie armie uderzyły na wschód.
3 Armia marsz. Józefa Piłsudskiego wydzieliła ze swoich sił grupę operacyjną gen. Edwarda Rydza-Śmigłego, która uderzając po obu stronach szosy Zwiahel – Żytomierz, na froncie szerokości 60 km parła na Kijów.
Między lewym skrzydłem grupy gen. Rydza-Śmigłego a Prypecią zajmowała stanowiska 4 Dywizja Piechoty oraz grupa płk. Rybaka. Zadanie tych sił polegało na szybkim opanowaniu Owrucza, Korostenia i Malina.
Polski plan ofensywy przewidywał szybkie opanowanie przez wydzielone grupy wojsk trzech ważnych węzłów komunikacyjnych na tyłach nieprzyjaciela: Żytomierza, Korostenia i Koziatyna. Oczekiwano, że akcja zdezorganizuje zaplecze frontu sowieckiego i uniemożliwi przeciwnikowi prowadzenie skutecznej obrony.

## Walki o Korosteń
Do opanowania Korostenia wyznaczona została  4 Dywizja Piechoty. Miała ona nacierać czołowo z rejonu Olewska i Emilczyna w kierunku wschodnim.
Jednocześnie grupa płk. Józefa Rybaka uderzyła na Malin i Teterew z zadaniem oskrzydlenia miejscowości od wschodu i odcięcia odwrotu za Dniepr oddziałom nieprzyjaciela zgrupowanym na zachód od Korostenia.
25 kwietnia o świcie 4 Dywizja Piechoty i oddziały grupy płk. Jana Rybaka  przeszły do natarcia. 4 DP zdobyła Korosteń,  a  grupa płk. Rybaka  Malin i Teterew.
Pozostająca kilka dni w Korosteniu 14 DP zmniejszyła nacisk na cofającą się sowiecka 7 Dywizję Strzelców. Ta natychmiast wykorzystała sytuację, przerwała pod Malinem obronę 7 Brygady Jazdy i, mimo znacznych strat, przebiła się na wschód.
Nie udało się to 47 Dywizji Strzelców, która została rozbita pod Teterewem.

## Bilans walk
W rejonie Korostenia i Malina Polacy odnieśli spektakularne zwycięstwo. Wzięto około 12 000 jeńców, zdobyto kilkanaście dział, 52 parowozy i przeszło 1500 wagonów. Zdobyty tabor kolejowy pozwolił w następnych tygodniach zorganizować transport z zaopatrzeniem dla oddziałów polskich 2. i 3 Armii, walczących na Ukrainie.